# 高村和人
高村 和人（たかむら かずと、1982年7月29日 - ）は、日本のパラスポーツ（クロスカントリースキー・バイアスロン）選手で、視覚障害者。

## 来歴
秋田県仙北市出身、岩手県盛岡市在住。
岩手県立盲学校理療科で鍼・灸・マッサージの免許を取得し、盛岡市内の治療院、病院勤務を経て2009年に岩手県立盛岡視覚支援学校（旧・岩手県立盲学校）に教員として採用される。
2011年に知人の誘いでマラソンを始め、2012年に障害者クロスカントリースキーを始める。2018年平昌パラリンピックに唯一の視覚障害日本代表選手としてクロスカントリースキーとバイアスロンの2種目に出場した。
進行性で難病の網膜色素変性症により、現在は光と人影がわかる程度の視力である。

## 主な成績

### クロスカントリースキー
- 国内大会
  - 2013年 ジャパンパラリンピック 優勝
  - 2015年 全日本障害者クロスカントリースキー競技大会 3位
  - 2015年 ジャパンパラリンピック 優勝
  - 2016年 全日本障害者クロスカントリースキー競技大会 3位
  - 2016年 ジャパンパラリンピック 優勝
- 国際大会
  - 2015年 IPC ワールドカップ旭川大会 3位
  - 2016年 IPC アジア選手権韓国大会 優勝
  - 2017年 IPC 世界選手権ドイツ大会 出場
  - 2018年 平昌冬季パラリンピック 出場

### バイアスロン
- 国内大会
  - 2013年 全日本障害者バイアスロン競技大会 優勝
- 国際大会
  - 2016年 IPC ワールドカップフィンランド大会 出場
  - 2017年 IPC 世界選手権ドイツ大会 出場
  - 2018年 平昌冬季パラリンピック 出場

## 主な受賞歴
- 2018年 岩手県知事スポーツ賞